# Władysław Pluciński
Władysław Pluciński (ur. 20 sierpnia 1879 w Odessie, zm. 1 maja 1954 w Warszawie) – pułkownik piechoty Wojska Polskiego.

## Życiorys
Urodził się w rodzinie Maksymiliana. Był starszym bratem Tadeusza (1883–1951), architekta.
Służył w rosyjskim 58 Praskim Pułku Piechoty, który stacjonował w Mikołajowie i wchodził w skład 15 Dywizji Piechoty w Odessie. W szeregach tego pułku walczył w czasie I wojny światowej, awansując ze sztabskapitana na kapitana.
1 czerwca 1921 pełnił służbę w Dowództwie Okręgu Generalnego Łódź, a jego oddziałem macierzystym był 37 Pułk Piechoty. W latach 1921–1922 był komendantem Powiatowej Komendy Uzupełnień Kutno. 3 maja 1922 został zweryfikowany w stopniu pułkownika ze starszeństwem z dniem 1 czerwca 1919 i 95. lokatą w korpusie oficerów piechoty, a jego oddziałem macierzystym był nadal 37 pp w Kutnie. Później został przeniesiony do 45 Pułku Piechoty w Równem i przydzielony do Powiatowej Komendy Uzupełnień Włodzimierz Wołyński na stanowisko komendanta. Z dniem 31 grudnia 1928 został przeniesiony w stan spoczynku. W 1934 jako oficer stanu spoczynku pozostawał w ewidencji Powiatowej Komendy Uzupełnień Warszawa Miasto III. Posiadał przydział do Oficerskiej Kadry Okręgowej Nr I. Był wówczas „przewidziany do użycia w czasie wojny”.
Mieszkał w Warszawie przy ul. Mickiewicza 27. Zmarł 1 maja 1954 w Warszawie. 5 maja został pochowany na Cmentarzu Wojskowym na Powązkach (kwatera G, rząd 4, grób 5).
Był żonaty z Marią, z którą miał córkę Aleksandrę (zm. 2 maja 1983) i syna.

## Ordery i odznaczenia
- Złoty Krzyż Zasługi – 2 sierpnia 1928 „za zasługi na polu organizacji wojska”[14][15]
- Medal Zwycięstwa[16]
- Order św. Włodzimierza 4 stopnia z mieczami i kokardą – 30 lipca 1915[3]
- Order św. Anny 2 stopnia z mieczami – 30 listopada 1915[3]
- Order św. Stanisława 2 stopnia z mieczami – 13 lutego 1915[3]
- Złoty Oręż św. Jerzego z napisem „Za odwagę” – 24 lutego 1915[3]

5 września 1933 Komitet Krzyża i Medalu Niepodległości odrzucił wniosek o nadanie mu tego odznaczenia „z powodu braku pracy niepodległościowej”.